# Ebru Topçu
Ebru Topçu (Karadeniz Ereğli, 27 d'agost de 1996) és una jugadora de futbol turca. Juga com a davantera al Konak Belediyespor d'İzmir. Ebru Topçu també juga a la selecció nacional de Turquia des del 2011. i és la capitana de l'equip. Topçu ha estat convidada a la selecció nacional per disputar els partits eliminatoris amb Rússia, Alemanya i Hongria del Campionat Europeu de futbol femení de 2017.
Ebru Topçu va fer dos goles contra Kazakhstan en un partit internacional el 2014 en el qual la selecció turca guanyà per 6 a 1. En una entrevista, Ebru Topçu va dir que el seu referent és Wesley Sneijder.

## Curiositat
La paraula top significa pilota en llengua turca, i topçu, el cognom d'Ebru, es fa servir com a futbolista en llenguatge col·loquial.